# 4890 Shikanosima
4890 Shikanosima este un asteroid din centura principală, descoperit pe 14 noiembrie 1982 de Hiroki Kosai și Kiichiro Hurukawa.